# Apiocera ordana
Apiocera ordana är en tvåvingeart som beskrevs av Paramonov 1953. Apiocera ordana ingår i släktet Apiocera och familjen Apioceridae. Inga underarter finns listade i Catalogue of Life.